# Loris Nannini
Loris Nannini (Pistoia, 13 febbraio 1916 – Milano, 31 marzo 1994) è stato un aviatore italiano e pilota pluridecorato della Regia Aeronautica durante la seconda guerra mondiale.

## Biografia

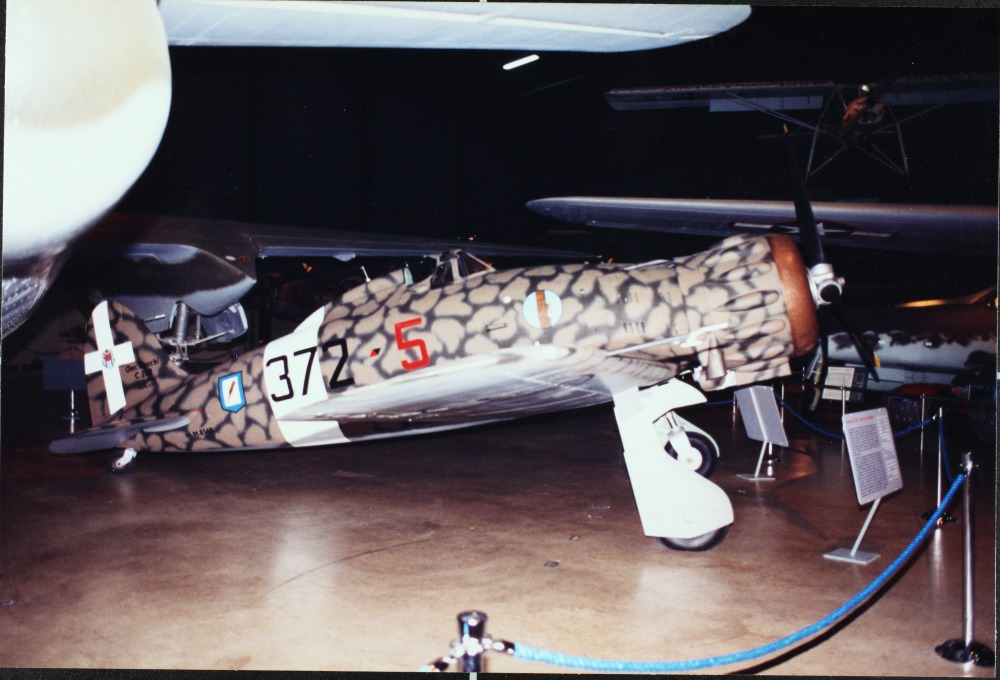
Un caccia Aermacchi C.200 Saetta esposto al National Museum of the United States Air Force di Dayton (Ohio).

Nacque a Pistoia il 13 febbraio 1916, e dopo aver conseguito il diploma di scuola superiore, nel 1936 viene assunto alla Montecatini e si trasferì a Milano. Nello stesso anno viene ammesso al corso per Allievi Ufficiali Piloti di Complemento della Regia Aeronautica. Compì l'addestramento presso gli aeroporti di Aviano, Castiglione del Lago e Foligno, conseguendo il brevetto di pilota su aeroplano Caproni Ca.100. Nel 1937 ricevette la nomina di pilota militare su velivolo Fiat C.R.1 "Asso"; promosso al grado di Sottotenente, venne assegnato al 52º Stormo Caccia Terrestre basato sull'aeroporto di Ghedi, ed equipaggiato con velivoli da caccia Fiat C.R.32.
Nel corso del 1939 venne trasferito a Rodi, nelle isole del Dodecaneso, e l'anno seguente passò in forza al 22º Gruppo del 52º Stormo C.T. sull'aeroporto di Ciampino per compiere l'addestramento sul caccia monoplano Aermacchi C.200 Saetta. Nella primavera del 1941 andò a Milano per il collaudo dei C.200 e per il loro trasferimento verso l'aeroporto di Tirana, in Albania.
In Albania venne inquadrato, con il grado di tenente pilota, nel 22º Gruppo autonomo caccia terrestre destinato ad operare nel neocostituito Corpo di Spedizione Italiano in Russia.
Inviato sul Fronte orientale il 22º Gruppo, al comando del maggiore Giovanni Borzoni, venne dislocato sull'aeroporto di Krivoj-Rog in Ucraina.
Il 3 settembre 1941 egli decollò insieme ad altri 8 piloti, per intercettare una formazione di bombardieri sovietici. Sorvolando Novomoskovsk la formazione italiana scorse una autocolonna che stava transitando per la città. Gli aerei italiani si gettarono a volo radente iniziando a mitragliare la colonna nemica, quando la reazione della contraerea, posta in testa al convoglio, colpì il suo velivolo. I danni erano tali che egli, ferito alla testa, dovette lanciarsi con il paracadute, venendo immediatamente catturato una volta raggiunto il suolo. Con lui viene abbattuto anche il collega Carlo Marchetto, che però fu meno fortunato: venne infatti mitragliato e ucciso dai russi mentre scendeva con il paracadute.
Durante le prime fasi della prigionia viene interrogato personalmente dall'allora ufficiale dell'NKVD Nikita Sergeevič Chruščёv per indurlo a svelare la posizione geografica dell'aeroporto militare da cui era decollato ma, nonostante le minacce di fucilazione e le percosse subite, non svelò mai alcun segreto militare. Dopo quattro giorni venne fatto salire su un aereo che lo trasferì dapprima a Kiev e poi a Mosca dove venne rinchiuso nella prigione della Lubianka. Nel mese di novembre venne trasferito in quella della Butysrkaya, sempre sottoposto ad interminabili interrogatori. Nella metà del mese di dicembre venne trasferito a Engels, dove venne rinchiuso in una cella occupata da undici ufficiali della Luftwaffe.  Il 1º aprile 1942 venne trasferito a Penza, e il 20 giugno al Gulag n.27 di Krasnogorsk dove incontro un altro prigioniero di guerra italiano, l'ufficiale medico Enrico Reginato. Nel mese di luglio fu trasferito nuovamente, questa volta al campo n.74 di Oranki, nel dicembre del 1943 venne mandato nel campo n.160 di Suzdal, dove rimase fino al termine del conflitto.
Dopo cinque anni di prigionia venne rilasciato il 25 aprile 1946 rientrando in Italia, in pessime condizioni fisiche, il 9 luglio dello stesso anno. Solo nel 1948 poté riprendere il suo lavoro presso la Montecatini di Milano. Per il comportamento tenuto in prigionia gli fu conferita la Medaglia d'argento al valor militare, e transitato nel Ruolo d'Onore dell'Aeronautica raggiunse il grado di colonnello.
Nel 1960, durante un incontro con il Presidente della Repubblica Giovanni Gronchi, l'allora Primo Segretario del Comitato Centrale del Partito Comunista dell'Unione Sovietica (PCUS) Chruščёv espresse il desiderio di rivederlo, ribadito l'anno successivo in un incontro con il senatore Amintore Fanfani. Tale incontro non ebbe mai luogo, probabilmente a causa della durissima prigionia da lui patita. Monsignor Enelio Franzoni lo convinse a pubblicare le sue memorie, uscite nel 1993 con il titolo di Prigioniero in URSS. Si spense a Milano il 31 marzo 1994.
A pubblicarne le memorie fu il figlio Giorgio, editore e medico. Anch'egli appassionato di volo, morì nel 2004 in un incidente aereo con un Piper PA-28.

## Pubblicazioni
- Prigioniero in URSS, Nannini Editore, Milano, 1993.

### Annotazioni
1. ↑  Costituito dalla 362ª, 369ª, e 371ª Squadriglia.
2. ↑  Situato a circa 165 km dalla città di Dnepropetrovsk. Da esso operava anche il 61º Gruppo Osservazione Aerea (34ª, 119ª, e 128ª Squadriglia).
3. ↑  La formazione italiana era al comando del capitano Enrico Melle.
4. ↑  Si trattava del primo ufficiale italiano a cadere prigioniero dei sovietici.
5. ↑  Durante un interrogatorio Nannini giunse a mettere le mani addosso a Chruščёv, che da allora ebbe il massimo rispetto per lui.
6. ↑  Per indurlo a parlare venne inscenata la sua finta fucilazione, ma subì anche numerosi interrogatori ed intimidazioni.
7. ↑  Situato a circa dieci chilometri da Mosca.
8. ↑  Reginato venne rimpatriato solamente nel 1954, venendo insignito della Medaglia d'oro al valor militare.
9. ↑  Città posta a circa 50 km a sud di Gorki.
10. ↑  Situato a circa 300 km a nord-est di Mosca.
11. ↑  Tale desiderio era già stato espresso durante un ricevimento a Mosca nel 1956.
12. ↑  Suo compagno di prigionia a Suzdal, e insignito con la Medaglia d'oro al valor militare.

### Fonti
1. 1 2 3 4 5 6 7 8  Ferioli 2005, p. 84.
2. 1 2 3 4 5 6 7  Ferioli 2005, p. 85.
3. 1 2 3 4  Ferioli 2005, p. 86.
4. 1 2  Ferioli 2005, p. 87.
5. ↑  Ferioli 2005, p. 88.
6. 1 2 3 4 5 6 7  Ferioli 2005, p. 89.